# 库都尔镇
库都尔镇，是中华人民共和国内蒙古自治区呼伦贝尔市牙克石市下辖的一个乡镇级行政单位。

## 行政区划
库都尔镇下辖以下地区：
库兴社区和库原社区。